# Snubbin Island
Snubbin Island ist eine Insel vor der Westküste der Antarktischen Halbinsel. In der zum Archipel der Biscoe-Inseln gehörenden Gruppe der Pitt-Inseln liegt sie 3 km westlich von Pickwick Island. 2 km westlich von Snubbin Island liegt der Buzfuz Rock.
Das UK Antarctic Place-Names Committee benannte sie 1959 nach Mr. Serjeant Snubbin, einer Figur aus dem Fortsetzungsroman Die Pickwickier (1836–1837) des britischen Schriftstellers Charles Dickens.